# Isenburg-Wächtersbach

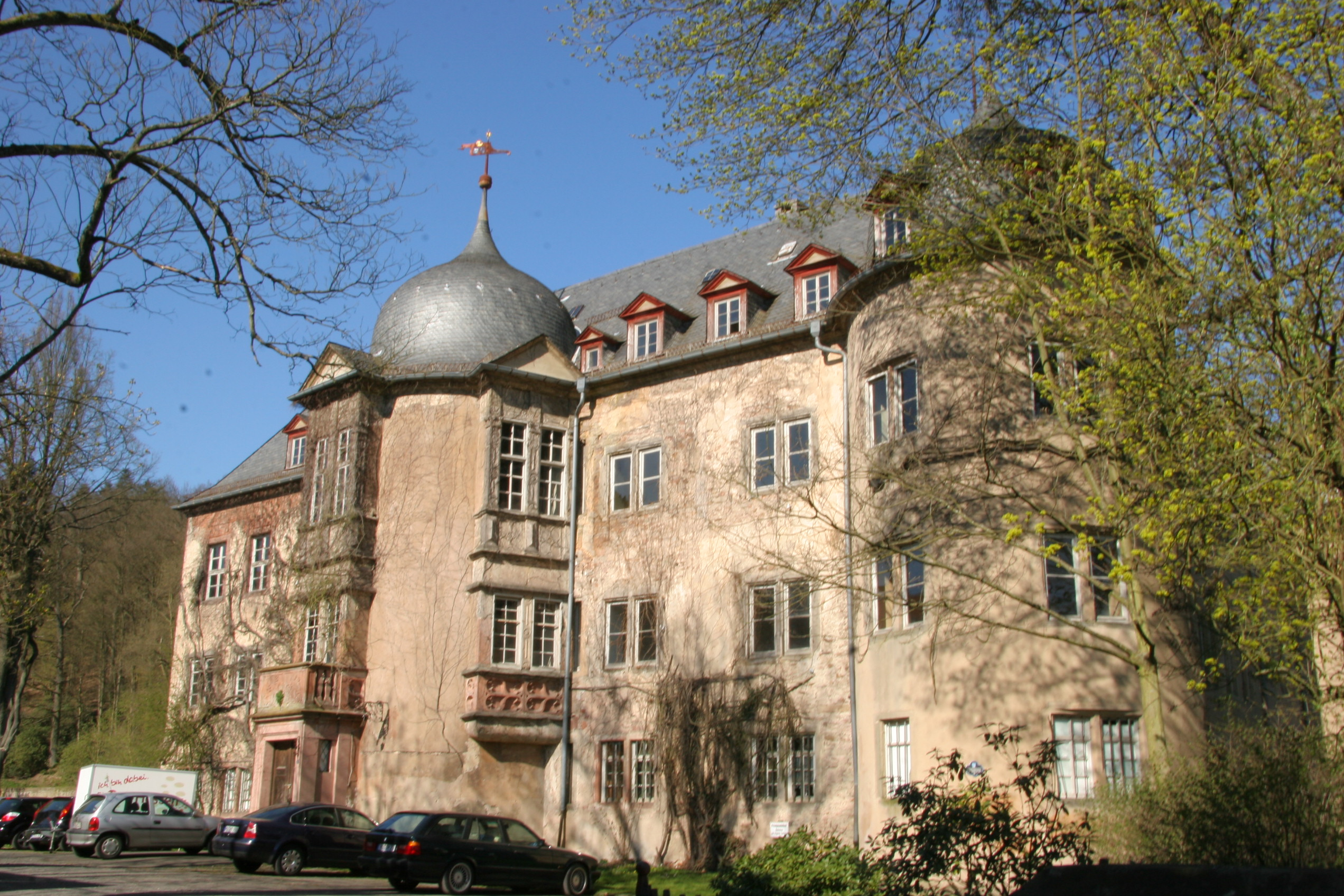
Castillo de Wächtersbach.

Escudo de armas de los condes de Isenburg

Isenburg-Wächtersbach fue un condado en el sudeste de Hesse, Alemania. Fue creado en 1673 como una partición de Isenburg-Büdingen, y fue mediatizado a Isenburg en 1806. En 1865, el jefe de esta línea de la familia, Fernando Maximiliano, fue elevado al rango de príncipe.

## Condes de Isenburg-Wächtersbach (1673-1806)
- Fernando Maximiliano I (1673-1703)
- Fernando Maximiliano II (1703-1755)
- Fernando Casimiro I (1755-1778)
- Fernando Casimiro II (1778-1780)
- Alberto Augusto (1780-1782)
- Guillermo Rinaldo (1782-1785)
- Adolfo (1785-1798)
- Luis Maximiliano I (1798-1805)
- Luis Maximiliano II (1805-1806)

- Datos: Q3802443
- Multimedia: House of Isenburg-Wächtersbach / Q3802443